# Nagykalota
Nagykalota (románul Călata) falu Romániában Kolozs megyében.

## Fekvése
Bánffyhunyadtól (románul Huedin) délre, Jósikafalva  (románul Beliș) irányába.

## Nevének említése
1839-ben Kelata, 1850-ben Nagy Kalota, Kalata-máre, 1863-ban Kelotá máre, 1873-ban Kalota mare, 1890 Nagy-Kalota és 1920-ban Călata mare néven említik.

## Története
1910-ben 1023 román és 20 magyar lakosa volt. 1992-re 493 - többségében ortodox vallású román és egy magyar lakosa maradt. 
A falu a trianoni békeszerződésig Kolozs vármegye Bánffyhunyadi járásához tartozott.

## Híres ember
Itt született Alexandru Roșca (1906-1996) pszichológus, a Román Akadémia tagja.